# Relationsalgebra
In der Mathematik und abstrakten Algebra ist eine Relationsalgebra (englisch: relation algebra) eine residuierte Boolesche Algebra, die um eine Involution (als einstellige Operation), genannt Konverse, erweitert wurde. Das für diese Begriffsbildung maßgebliche Beispiel einer Relationsalgebra ist die Algebra {\displaystyle 2^{A^{2}}={\mathcal {P}}(A\times A)} aller zweistelligen Relationen auf einer Menge {\displaystyle A} (d. h. auf den Teilmengen des kartesischen Produkts {\displaystyle A\times A=A^{2}}), zusammen mit der Verkettung von Relationen und der Umkehrrelation (konversen Relation).

## Definition
Die folgenden Axiome sind angelehnt an Givant (2006, Seite 283) und wurden zuerst 1948 von Alfred Tarski aufgestellt.
Eine Relationsalgebra ist ein 9-Tupel {\displaystyle (L,\land ,\lor ,\neg ,0,1,\circ ,\mathrm {I} ,{}^{\smile })}, für das gilt:
- {\displaystyle (L,\land ,\lor ,\neg ,0,1)} ist eine Boolesche Algebra mit Konjunktion {\displaystyle \land }, Disjunktion {\displaystyle \lor } und Negation {\displaystyle \neg } sowie Nullelement {\displaystyle 0} und Einselement {\displaystyle 1}:
- {\displaystyle (L,\circ ,\mathrm {I} )} ist ein Monoid mit einem eigenen Einselement {\displaystyle \mathrm {I} },
- {\displaystyle {}^{\smile }} ist eine Involution, genannt Konverse,
- {\displaystyle \forall a,b\in {L}:(a\circ b)^{\smile }=b^{\smile }\circ a^{\smile }}, d. h. die Konverse ist gegenüber der Verknüpfung {\displaystyle \circ } treu,
- {\displaystyle \forall a,b\in {L}:(a\lor b)^{\smile }=a^{\smile }\lor b^{\smile }},
- {\displaystyle \forall a,b,c\in {L}:(a\lor b)\circ {c}=(a\circ {c})\lor (b\circ {c})} (Distributivität) und
- {\displaystyle \forall a,b\in {L}:(a^{\smile }\circ \neg (a\circ {b}))\lor \neg {b}=\neg {b}}, was nichts anderes bedeutet als {\displaystyle a\circ {b}\leq \neg {c}\Leftrightarrow a^{\smile }\circ c\leq \neg {b}\Leftrightarrow c\circ b^{\smile }\leq \neg {a}} (Peircesches Gesetz).[3] Veranschaulichung zum Peirceschen Gesetz, hier mit u, v, w statt a, b, c

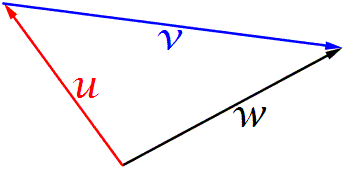
Veranschaulichung zum Peirceschen Gesetz, hier mit u, v, w statt a, b, c

## Beispiel
Die homogenen zweistelligen Relationen {\displaystyle R\subseteq A\times A} bilden die Relationsalgebra
{\displaystyle {\mathfrak {Re}}(A)=(2^{A^{2}},\cap ,\cup ,{}^{^{-}},\emptyset ,A^{2},\circ ,\mathrm {I} _{A},{}^{\smile })} 

unter Verwendung der Notationen {\displaystyle A^{2}=A\times A,\ \;\ 2^{A^{2}}={\mathcal {P}}(A\times A)}.

## Peirce-Algebra
- Eine Weiterentwicklung davon ist die (heterogene) Peirce-Algebra, benannt nach Charles Sanders Peirce – eine abstrakte Beschreibung der Relationsalgebra {\displaystyle {\mathfrak {Re}}(A)} der homogenen zweistelligen Relationen zusammen mit Vor-/Nachbeschränkungen auf Mengen.